# Parafia Podwyższenia Krzyża Świętego w Swietłahorsku
Parafia Podwyższenia Krzyża Świętego w Swietłahorsku – rzymskokatolicka parafia znajdująca się w diecezji pińskiej, w dekanacie homelskim, na Białorusi.

## Historia
Pierwszy kościół katolicki w Szaciłkach – okolicy szlacheckiej położonej na terenie dzisiejszego Swietłahorska, powstał w 1638. W 1643 utworzono przy nim misję jezuicką, która działała z przerwami do XVIII w. Podczas inwazji Napoleona na Rosję w 1812 świątynia spłonęła. Kolejny, drewniany kościół pw. św. Krzyża lub Podwyższenia Krzyża Świętego powstał w 1818. Był on kościołem filialnym parafii w Bobrujsku. W 1867 do filii należało 735 wiernych, głównie stanu szlacheckiego.
W 1906 świątynia została wyremontowana z fundacji Bolesława Tyszkiewicza. Kościół istniał jeszcze w 1920. W późniejszym okresie został rozebrany.
Parafia odrodziła się w niepodległej Białorusi. Wtedy też zbudowano obecny kościół.

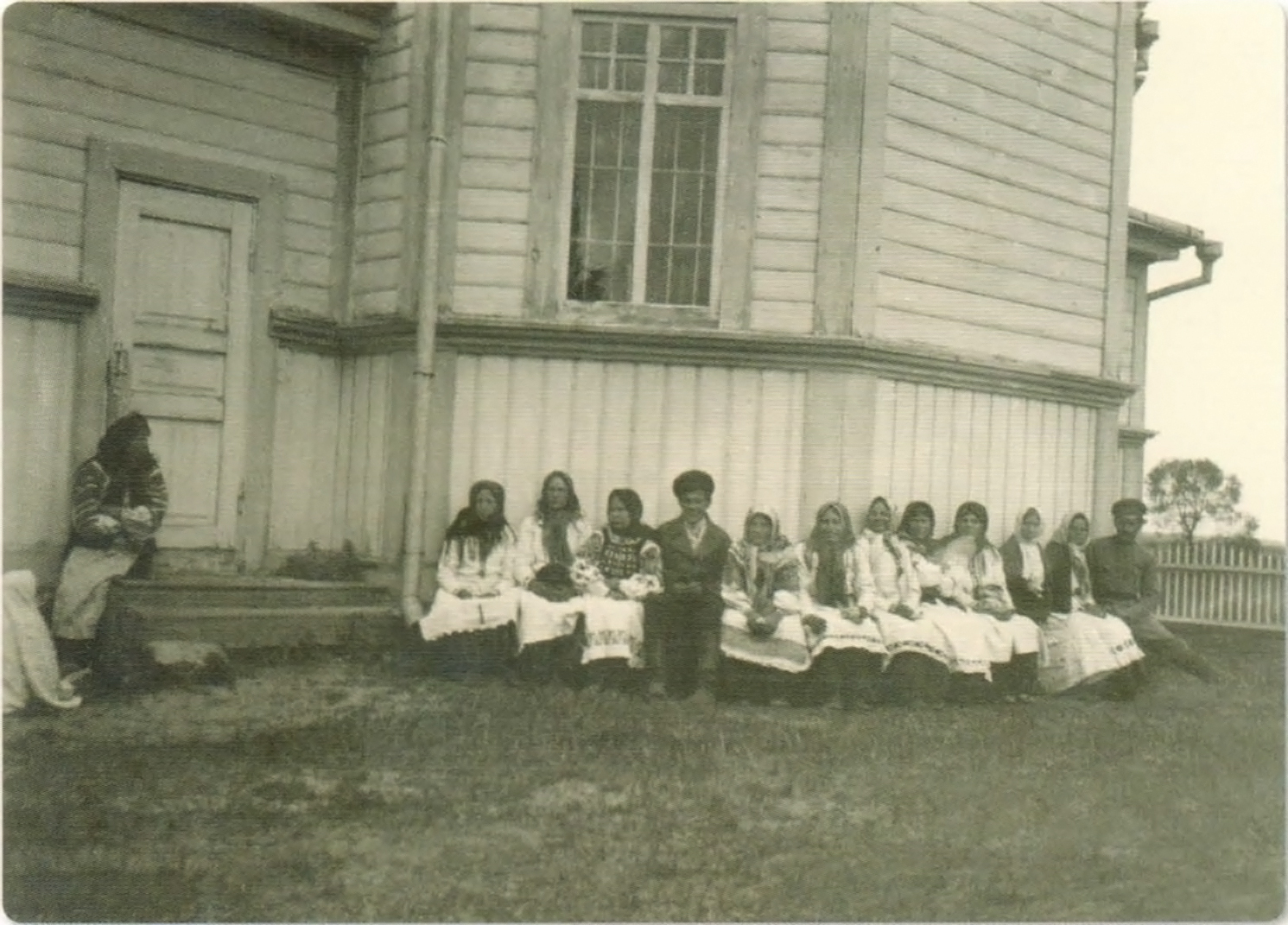
Kościół katolicki w Szaciłkach w 1918
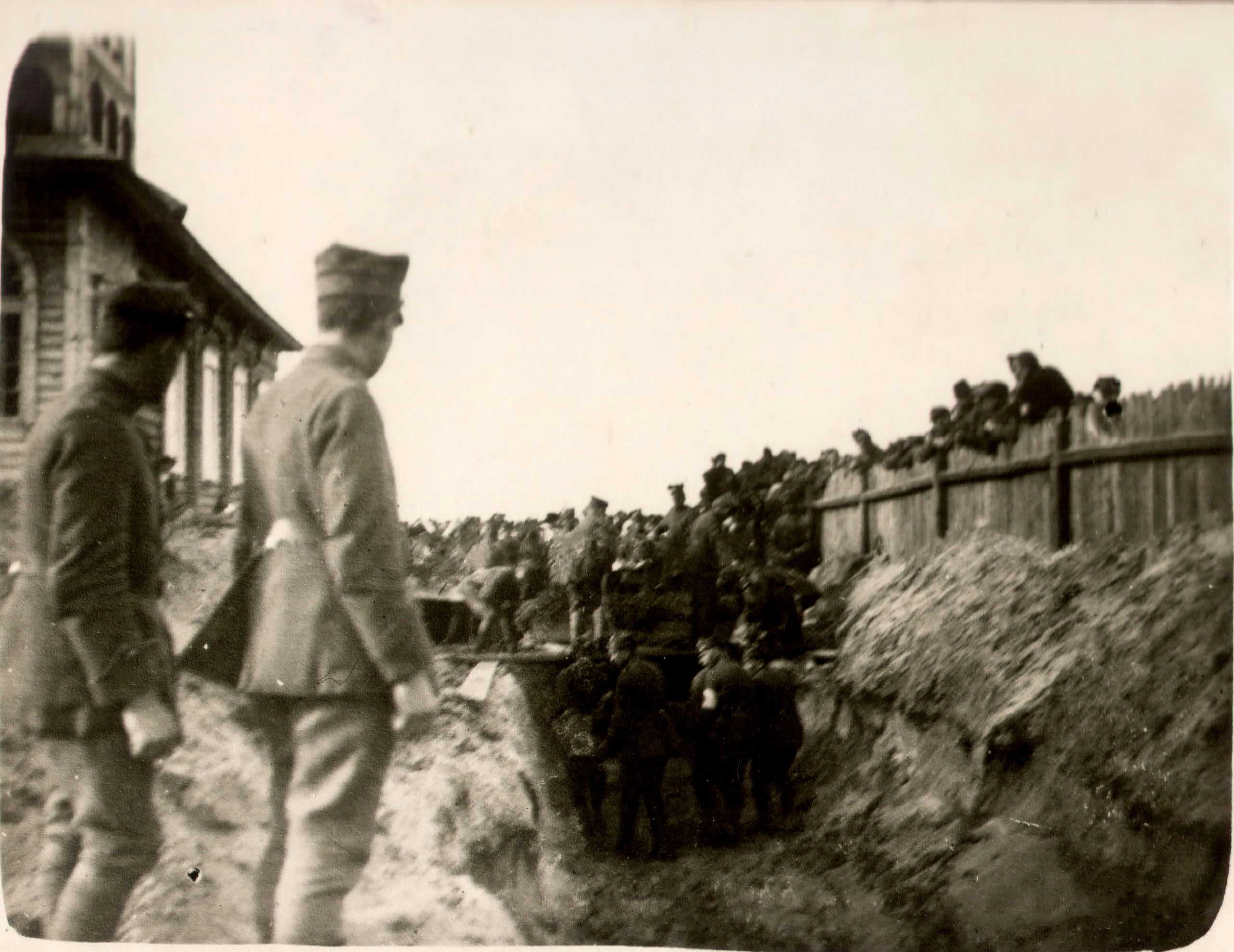
Pogrzeb poległych żołnierzy 56 Pułku Piechoty przy kościele w Szaciłkach 23 kwietnia 1920